# Sunbeam Cycles

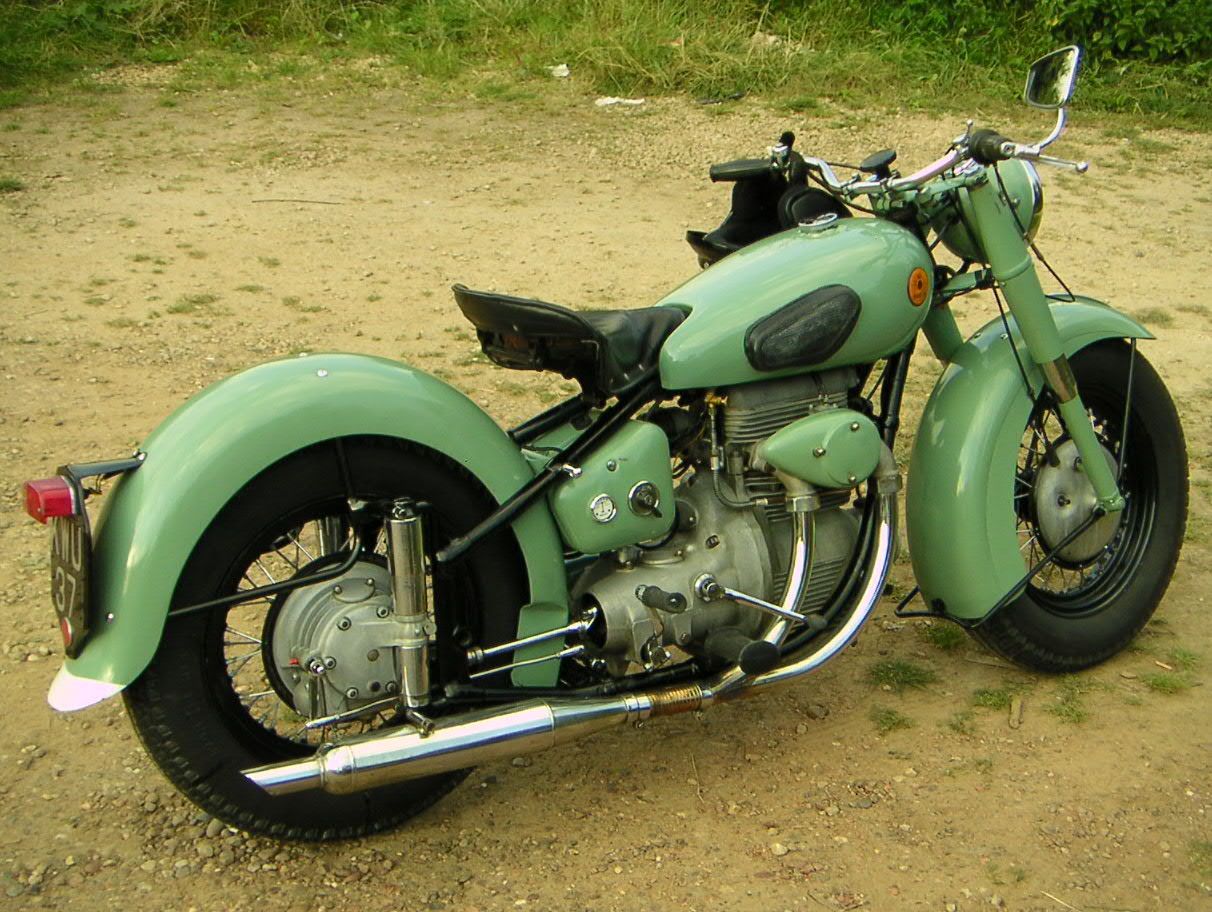
S7 Mist Green avec des pneus ballon et une roue arrière entraînée par un arbre de transmission.

Sunbeam Cycles de John Marston Limited à Wolverhampton était une marque britannique de bicyclettes et de motos entre 1912 et 1956.
À la mort de John Marston après la Première Guerre mondiale, la compagnie fut rachetée par Nobel Industries, qui est devenu ICI. Associated Motor Cycles devint le nouveau propriétaire en 1937 avant que BSA rachète Sunbeam à son tour en 1943. Sunbeam Cycles est surtout célèbre pour sa moto S7 à arbre à entraînement et pneus ballon avec son moteur bicylindre en ligne à soupapes en tête.

## Historique
Sunbeam Cycles est fondé par John Marston, né à Ludlow, Shropshire, au Royaume-Uni, en 1836, d'une famille de propriétaires mineurs. En 1851, à l'âge de 15 ans, il est envoyé à Wolverhampton pour devenir apprenti chez Edward Perry, fabricant de produits en laque dans le style japonais. À l'âge de 23 ans, il quitte la fabrique de Perry et crée sa propre entreprise de laque japonaise. Il réussit si bien dans son domaine qu'il rachète l'entreprise de Perry à la mort de celui-ci en 1871, et la fusionne avec la sienne.

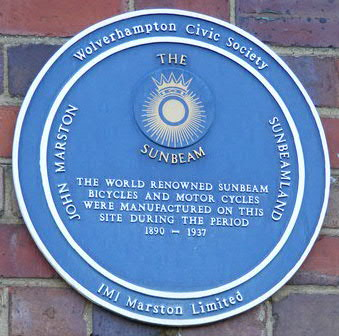
Plaque bleue attribuée par la société civique de Wolverhampton attachée aux œuvres de Sunbeamland.

En 1887, Marston commence à fabriquer des bicyclettes et, suivant les suggestions de son épouse Ellen, il adopte la marque Sunbeam. L'emplacement de Paul Street où se trouve la fabrique s'appelle Sunbeamland. John Marston étant un perfectionniste, cela se reflète dans la qualité de fabrication élevée des vélos Sunbeam. Ceux-ci comportaient un carter autour de la chaîne de transmission dans lequel un bain d'huile maintenait la chaîne lubrifiée et propre. Les vélos Sunbeam furent fabriqués jusqu'en 1936.

### Moteurs
À partir de 1903, John Marston Limited avait réalisé quelques expériences préliminaires en ajoutant des moteurs aux vélos mais ceux-ci échouèrent. Un homme notamment perdit la vie durant ces essais. L'aversion de Marston pour les motos n'encouragea pas les développements ultérieurs. À la suite de produits expérimentaux fabriqués à la fin des années 1890, des voitures furent construites à partir de 1902. La Sunbeam Motor Car Company Limited, fondée en 1905, était située à Blakenhall, à un kilomètre de distance.
Souffrant de la crise qui touchait l’industrie automobile, Marston, alors âgé de 76 ans, fut contraint à partir de 1912 de fabriquer des motos. Ce marché étant alors important et en pleine expansion. Suivant la tradition de fabrication de leurs vélos, les motos Sunbeam étaient de grande qualité. C'était en général des monocylindres connues sous le nom de Gentleman's Machine. Les motos Sunbeam furent particulièrement performantes au tout début des célèbres courses du Tourist Trophy sur l’île de Man.
Une autre gamme de produits de la société de Marston vit le jour en 1931 avec des moteurs marins hors-bord commercialisés sous le nom de Marston Seagull. Plus tard ces moteurs prirent le nom de British Seagull.

### Organisation
Après la Première Guerre mondiale, John Marston Limited fut vendu à un consortium qui fut lui-même intégré à Nobel Industries Limited en 1919. En 1927, Nobel Industries fusionna avec Brunner Mond Ltd. pour former l'Imperial Chemical Industries (ICI). Dans cette énorme organisation industrielle, les motos Sunbeam constituaient seulement une petite partie.
En 1937, la marque de motos Sunbeam fut vendue à Associated Motor Cycles Ltd (AMC) dont l'activité principale d'AMC était la fabrication de motos Matchless et AJS et qui continua de produire des vélos et des motos Sunbeam jusqu’en 1939. Quelques années après le rachat de Sunbeam, AMC devint également propriétaire des marques Norton, James Cycles Co et Francis-Barnett. En 1943, AMC vendit le nom Sunbeam à BSA qui créa Sunbeam Cycles Limited. Les motos Sunbeam n'étaient pas construites à l'usine principale de BSA de Small Heath à Birmingham, mais à Redditch, dans le Worcestershire. Trois modèles de motos Sunbeam furent produits de 1946 à 1956, inspirées des BMW de la Wehrmacht pendant la Seconde Guerre mondiale. Elles furent suivis par deux modèles de scooter de 1959 à 1964.

## Modèles

### Vélos

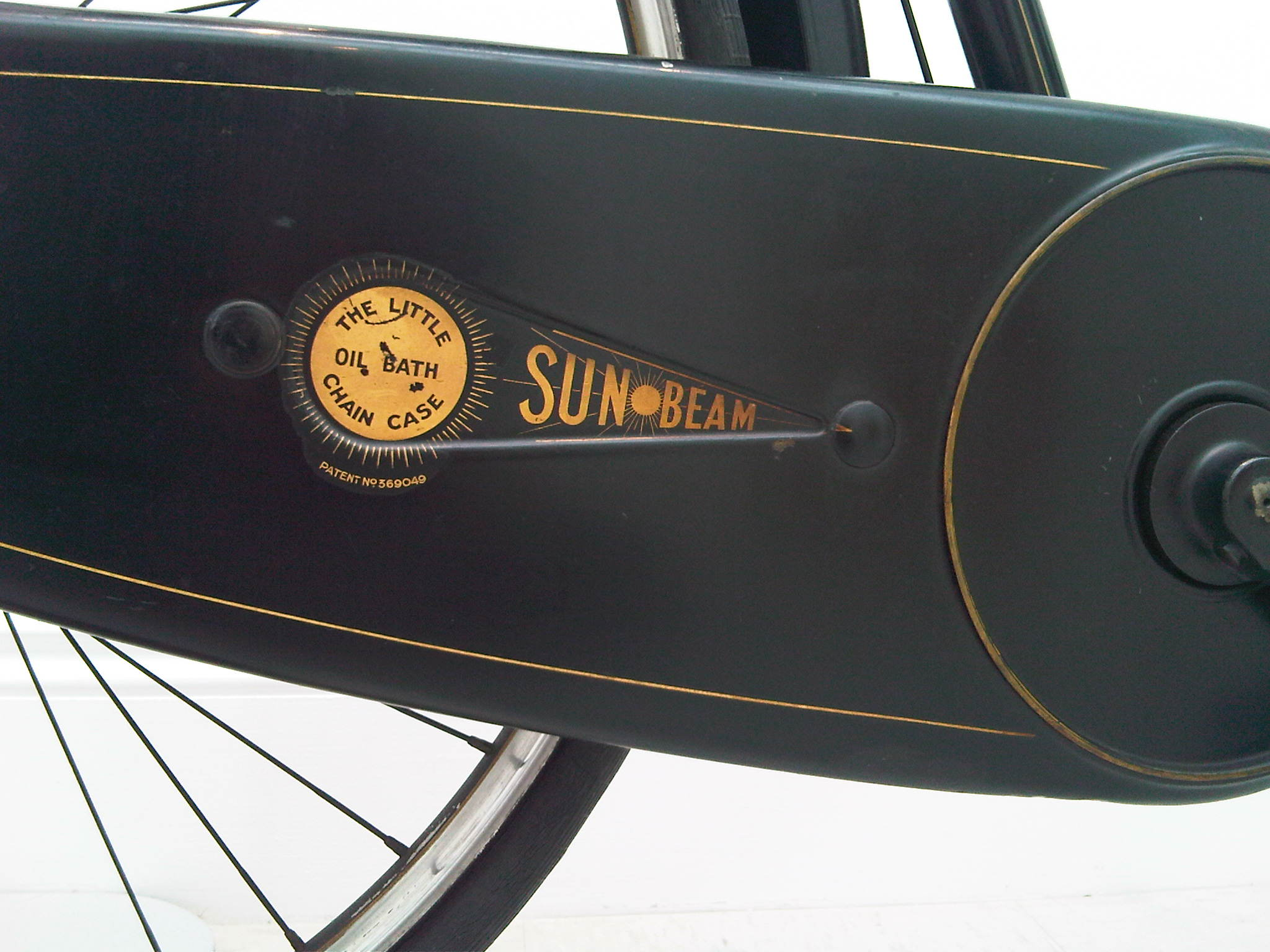
Carter de chaîne à bain d'huile.

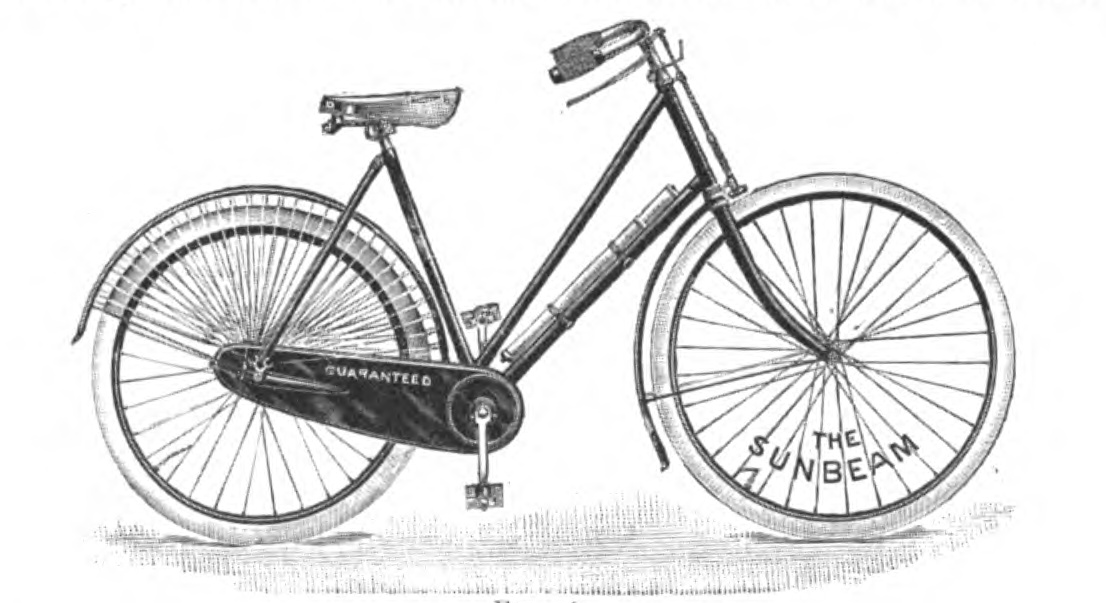
Vélo sécurisé pour femmes, 1896.

Les vélos Sunbeam (« The Sunbeam ») furent fabriqués à Wolverhampton de 1887 à 1937. L'usine étant habituée au travail de la tôle et de la laque japonaise (équivalent victorien de l'émail cuit au four ou de la « peinture en poudre »), la construction de cycles posait peu de problèmes. La conception initiale était similaire aux machines des autres fabricants, mais au milieu des années 1890, Sunbeam adopta le carter à bain d'huile Harrison. La bicyclette fut repensée de manière que l’huile contenue dans le carter lubrifie à la fois le boîtier de pédalier, la chaîne et le moyeu arrière. À ce jour il demeure encore le seul cycle avec cette conception.

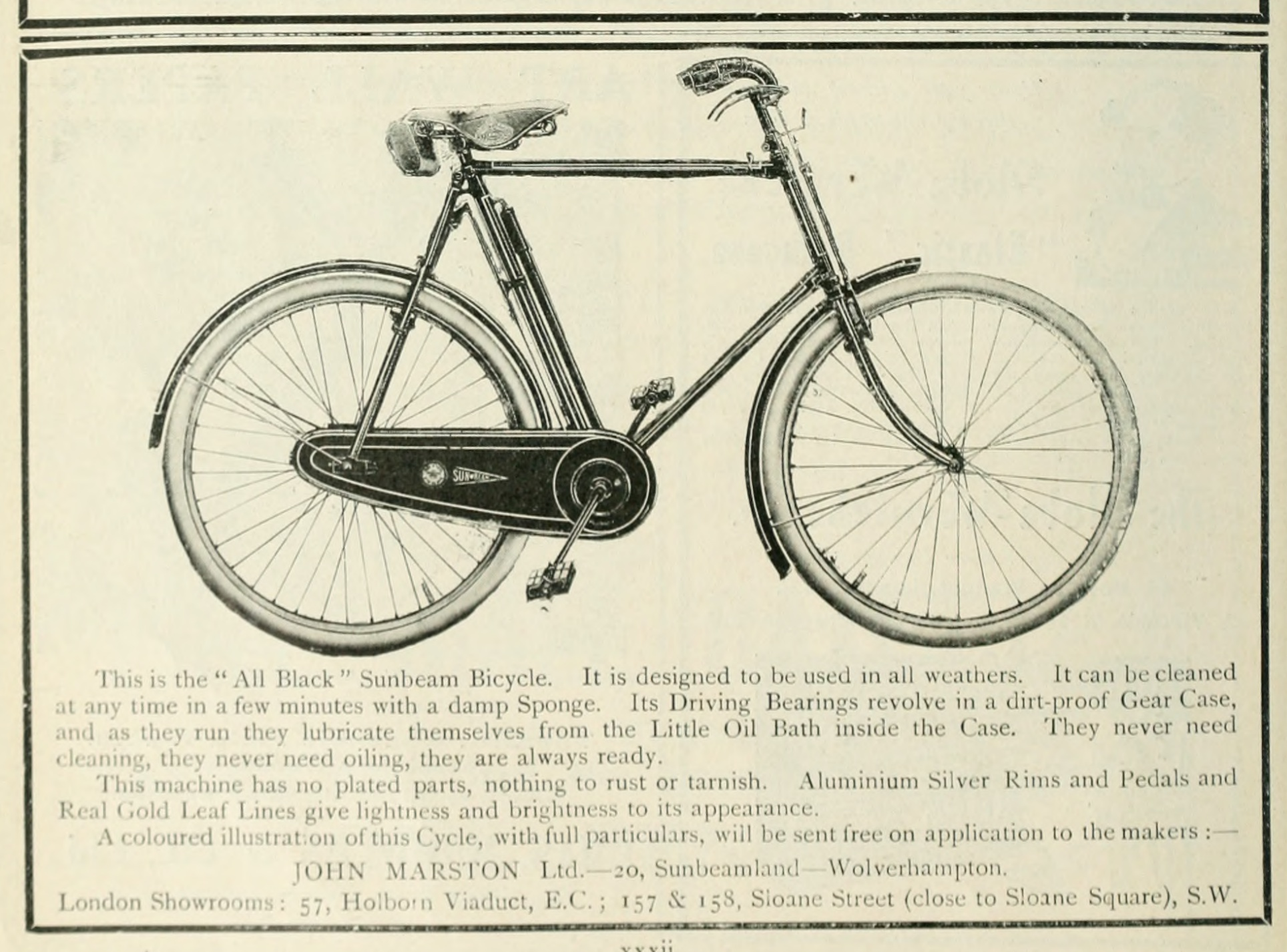
Vélo de sécurité pour hommes, 1912.

Le Sunbeam était conçu pour durer toute une vie. La longévité est telle que les modèles centenaires ont toujours leur finition, leur chaîne et leur transmission d'origine. Le modèle haut de gamme était le «Golden», avec jantes en alliage, engrenages épicycloïdaux à deux et trois vitesses et véritable pinstriping à la feuille d'or. Le Royal était de la même qualité mais avec un filet rouge et un équipement plus simple. Le modèle RR fut utilisé aux Jeux olympiques de 1929 et le dernier Golden Light Roadster a été fabriqué à partir des tout premiers tubes Cromoly. Ces modèles, ainsi que d’autres, furent fabriqués aux côtés des motos à Sunbeamland, Pool Street et Wolverhampton jusqu’en 1937, puis, selon le même design, par AMC jusqu’en 1943 et BSA jusqu’en 1957.

### Motos

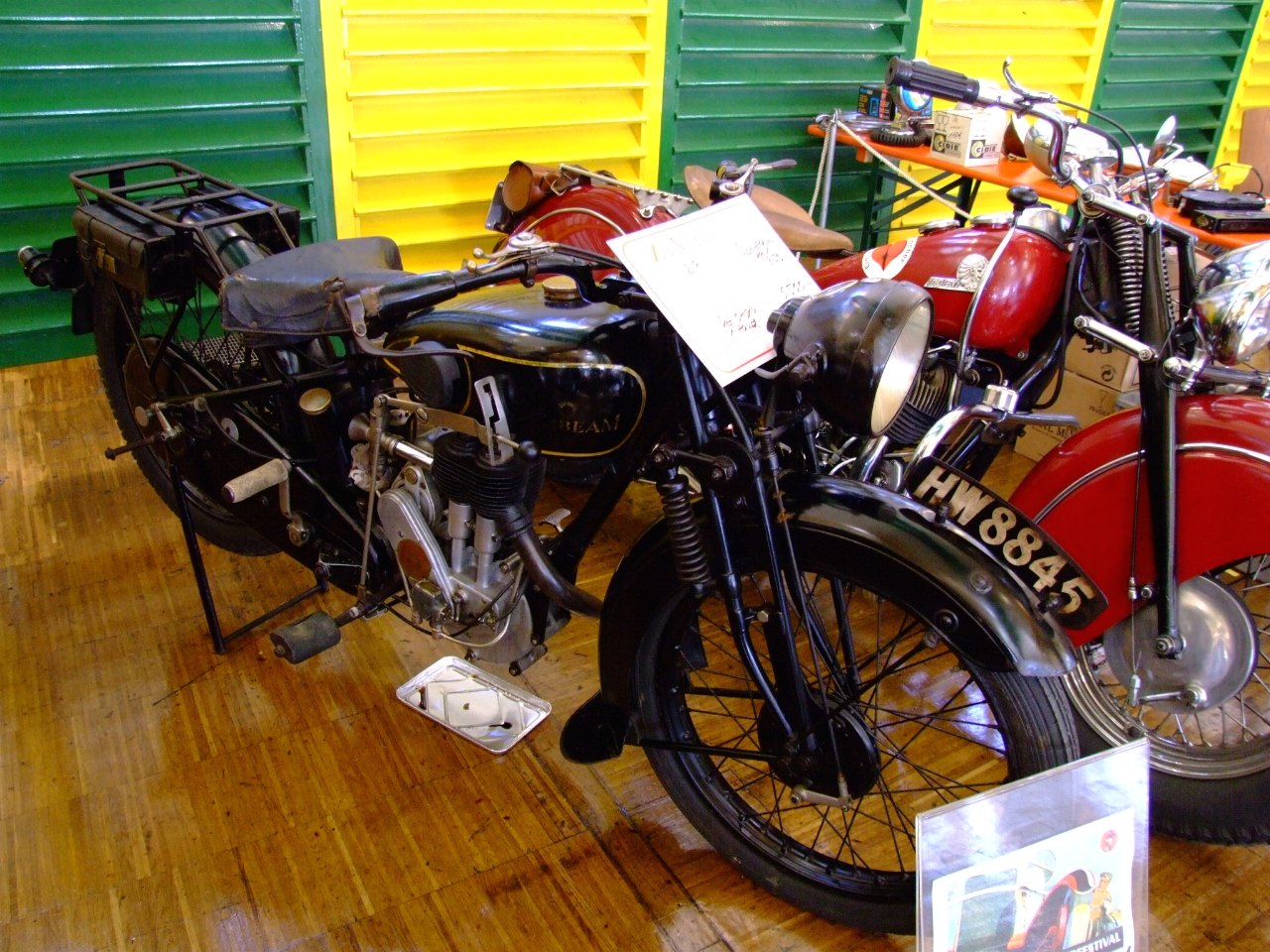
Sunbeam, 1929.

Durant la période John Marston, plusieurs modèles de motos Sunbeam furent produits. Le premier modèle de 1912 était une 350 cm3 qui fut suivi d'une gamme de monocylindres 500 cm3 ainsi que de quelques V-twins. En 1924, un nouveau système de numérotation des modèles fut introduit avec les modèles Sunbeam 1 à 11. D'autres modèles plus nombreux ont été produits au cours des dernières années. La majorité des moteurs monocylindres développaient une puissance relativement faible. Ce qui ne les empêcha pas de remporter souvent des courses du Tourist Trophy, la dernière fois étant en 1929. Toutes les Sunbeam de Marston se caractérisaient par leur excellente qualité de fabrication et leur finition en noir avec des filets à la feuille d'or.

### Motos modèle S

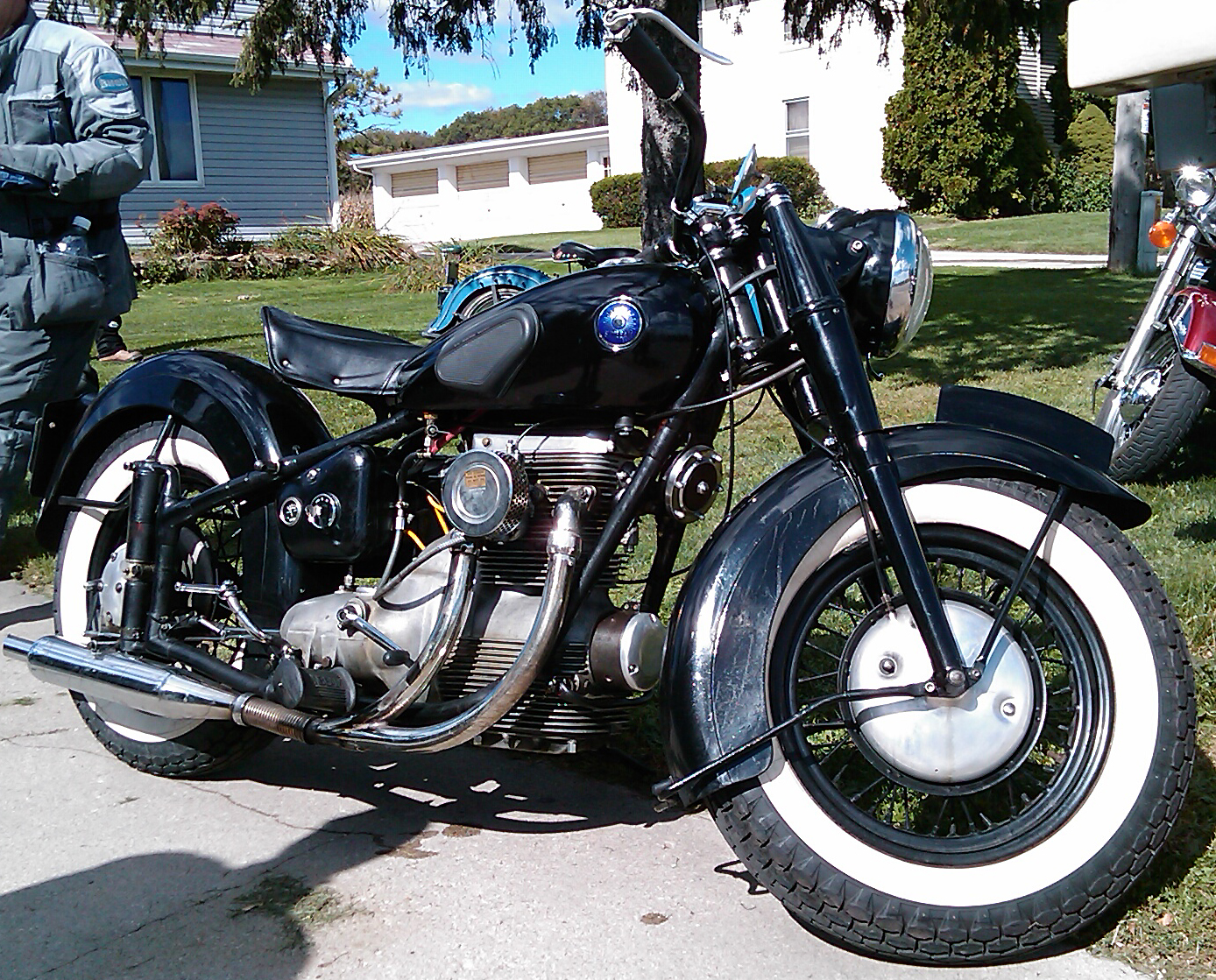
Une moto Sunbeam S7 personnalisée.

Les modèles S furent conçus par Erling Poppe pour BSA et fabriqués de 1946 à 1956. Il existait trois modèles : les S7, S8 et S7 Deluxe. Les trois modèles — pourtant très chers — avaient des performances modestes qui entraînèrent de faibles ventes.
La disposition inhabituelle du moteur était la caractéristique notable de la S7 avec un moteur et une conduite similaires à ceux d'une voiture. Le moteur était un bicylindre en ligne vertical OHC 500 monté longitudinalement. L'allumage se faisait par bobine et la lubrification par carter humide. Un embrayage à sec entraînait la roue arrière via un arbre de transmission. Le moteur en ligne rendait cela techniquement réalisable (les moteurs à plat Boxer BMW utilisaient déjà des transmissions par arbre). Contrairement à BMW, qui utilisait judicieusement un engrenage à couple conique et couronne sur la roue arrière, Sunbeam utilisait un engrenage à vis sans fin en bronze. La malléabilité du bronze entraînait une usure rapide des composants de la transmission.
La S7 original fut produite de 1946 à 1948. En 1949, la S8 plus sportive fut produite. Elle avait des roues de taille standard à la place des gros pneus ballon de la S7 et une fourche avant de type BSA. La conception de la S7 a été améliorée puis vendue sous le nom de S7 Deluxe. Le S7 d'origine était uniquement disponible en noir, tandis que les couleurs standard de la S8 étaient le Polychromatic Grey ou le noir. La S7 Deluxe venait en Mist Green ou en noir. Pour les ventes à l'exportation, BSA proposait les Sunbeam dans presque tous les coloris utilisés par BSA. Bien qu'à sa sortie la S7 n’ait pas rencontré beaucoup de succès au niveau des ventes, ni qu'elle se soit montrée fiable du point de vue mécanique, elle est désormais plus recherchée que les S7 Deluxe et S8.
Lorsque la production de Sunbeam prit fin en 1956, BSA vendit tout son stock restant de pièces détachées à la société Stewart Engineering. Celle-ci est désormais le seul fournisseur de pièces de rechange pour les motos Sunbeam d'après-guerre.

### Modèles de scooters B
1959 à 1964
Scooters B1 et B2